# Dolisie
 (septembre 2009).
Si vous disposez d'ouvrages ou d'articles de référence ou si vous connaissez des sites web de qualité traitant du thème abordé ici, merci de compléter l'article en donnant les références utiles à sa vérifiabilité et en les liant à la section « Notes et références ».
Dolisie, appelée Loubomo (kikongo : Lubomo) entre 1975 et 1991, est la troisième ville de la République du Congo, située au sud du pays sur l'axe Pointe-Noire-Brazzaville. Elle se situe dans le département du Niari, dont elle est le chef-lieu. Située au sud du pays, la ville comptait 178 172 habitants en 2023, date du dernier recensement officiel du pays, ce qui en fait la troisième ville du Congo,. Dolisie est reliée par la route nationale 1 ainsi que par le chemin de fer Congo-Océan (CFCO) aux deux principales villes du pays, Brazzaville (350 km) et Pointe-Noire, ainsi qu'au Gabon qui se trouve à environ 200 kilomètres au nord. Son maire actuel est  Marcel Koussikana.

## Histoire
Créée en 1934, la ville de Dolisie (appelée Loubomo entre 1975 et 1991) est située dans la partie sud du pays. Elle reçoit le nom d'Albert Dolisie, un compagnon de Pierre Savorgnan de Brazza dans la mission d’exploration qui aboutit à faire du Congo une colonie française.

## Géographie

### Climat
Dolisie est dotée d'un climat tropical, de type Aw selon la classification de Köppen, avec une température annuelle moyenne de 24,5 °C. Les précipitations, de l'ordre de 1 254 mm par an, sont plus importantes en été qu'en hiver.

### Végétation
La forêt, qui couvre la grande partie du département du Niari dans le Sud-Ouest, avec des espèces très recherchées (tels l’okoumé, le kambala, le limba, l’acajou, le bois noir, le bois blanc, le niové, etc.) et exploitées par les sociétés privées, a fait de la ville, chef-lieu du département et centre principal de stockage et de transformation, « la capitale de l'or vert ».
La terre argileuse qui recouvre la totalité du territoire de la commune de Dolisie possède des propriétés intéressantes pour la fabrication des matériaux destinés aux bâtiments et à l’aménagement des chaussées et systèmes d’assainissement (préfabriqués, carreaux, briques, etc.).

### Sites touristiques
Dolisie et ses environs disposent d’un certain nombre de sites touristiques aussi naturels qu’agréables. On peut citer notamment : le lac bleu, situé à environ 10 km il doit son nom à une roche particulière lui donnant cette teinte particulière ou encore les chutes de Madiaba à environ 20 km.

## Économie

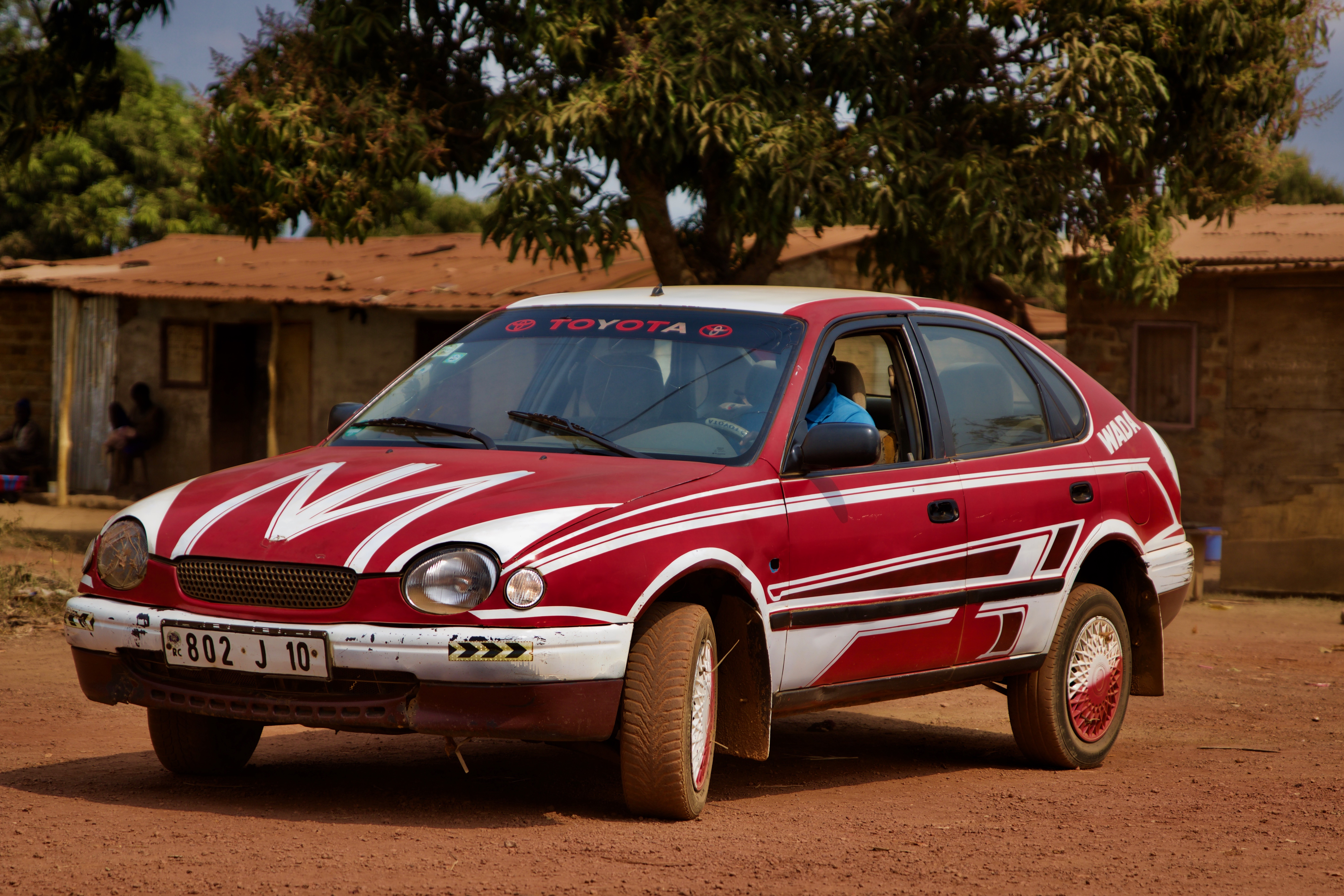
Taxi de Dolisie.

Dolisie est une ville de transit et de passage de marchandises destinées à l’intérieur du Congo et à d’autres pays de la CEMAC (République centrafricaine, Tchad, Cameroun, etc.). Elle est bâtie sur une partie de la plaine qu’entourent les forêts très denses aux essences variées, la forte densité des domaines agricoles qui jouxtent les plaines alluvionnaires de la grande vallée du Niari et les Monts Mbelo au sud-ouest. Elle est proche de Pointe-Noire, ville qui a le plus grand port en eau profonde d'Afrique centrale, capitale économique du Congo (à l’extrême ouest, dans le département côtier du Kouilou), ainsi que de la ville sucrière de Nkayi à l’est dans le département de la Bouenza, où sont concentrées les principales activités agro-industrielles du Congo. Elle est le point de jonction de plusieurs civilisations ethnolinguistiques. Elle constitue par sa position géographique, une ville « frontière » entre trois pays : le Gabon à l’ouest à près de 300 km, l’enclave du Cabinda (en Angola) à l’est à 50 km et la République démocratique du Congo au nord-est à 140 km environ. Sa superficie peut atteindre environ 90 à 100 km2.

## Société

### Démographie
En 2006 on estimait la population de la ville de Dolisie à environ 80 000 habitants répartie entre 13.440 ménages de la manière suivante, 32 000 hommes, soit 40 %, et 48 000 femmes soit 60 %. Cette population est en augmentation constante. Elle est répartie dans les quartiers urbains et périurbains suivant l’appartenance ethnolinguistique ou socioculturelle. Les quartiers suburbains (ou irréguliers) où les infrastructures de base vitales sont quasi inexistantes.

### Religion
Le diocèse de Dolisie a été créé le 24 mai 2013, par démembrement du diocèse de Nkayi.
L’église pentecôtiste se situe au quartier mangadzi. Ces dernières années, il y a une prolifération des églises évangéliques, communément appelées églises de réveils. On en dénombre plus d'une vingtaine dans la ville.

## Administration
L’organisation administrative de la commune de Dolisie est structurée conformément à la loi no 3-2003 du 20 janvier 2003 portant organisation administrative territoriale, selon les principes de la déconcentration et de la décentralisation. Elle divise le territoire communal en :
- arrondissements ;
- quartiers ;
- zones (ou brigades) ;
- blocs.

La commune de Dolisie est à la fois une circonscription administrative et une collectivité locale décentralisée. Elle comprend :
- 2 arrondissements (Arrondissement 1 et Arrondissement 2) ;
- 28 quartiers (15 quartiers pour l’Arrondissement 1 et 13 quartiers pour l’Arrondissement 2) ;
- 90 zones (25 pour l’Arrondissement 1 et 27 pour l’Arrondissement 2) ;
- 141 blocs (65 pour l’Arrondissement 1 et 76 pour l’Arrondissement 2).

La répartition de la population par arrondissement se présente de la manière suivante (données 2007) :
- Arrondissement 1 : 45 000 habitants, répartis en 8 846 ménages.
- Administrateur-maire actuel : Jean Paul Deckous
- Arrondissement 2 : 35 000 habitants, répartis en 4 594 ménages.
- Administrateur-maire actuel : la commune de Dolisie est placée sous l’autorité d’un maire élu, Ghyslain Rodrigue Nguimbi Makosso.

## Jumelages
Riom (France) depuis 1975

## Personnalités nées à Dolisie
- Faustin Boukoubi (1954-), homme politique gabonais.
- Camille Dhello (1942 - 2009), mathématicien-ingénieur, homme d'affaires et homme politique congolais.
- Martin Parfait Aimé Coussoud-Mavoungou (1959-2022), administrateur et homme politique congolais.
- Eveline Mankou, femme de lettres franco-congolaise.
- Antoinette Kebi, née Mounkala, juriste et personnalité politique congolaise.
- Destinée Hermella Doukaga, personnalité politique congolaise.
- Jean Luc Moutou, homme politique congolais.
- Marcel Boungou, chanteur de gospel évangélique et pasteur congolais.
- Destin Gavet, homme politique congolais.
- Christiane Tricoit (1945-2017), éditrice française.